# Amuri partizánok dala
A Magyarországon az Amuri partizánok dalának ismert katonai indulót ismeretlen szerző 1828-ban komponálta Csernyakovszkij tábornoknak az orosz–török háborúba induló önkéntesei számára. A dal az első világháború és az oroszországi polgárháború idején vált rendkívül népszerűvé. 1915-ben V. A. Giljarovszkij írta a Szibériai lövészek indulója néven ismert, nagyon népszerű változatát. Magyar nyelvre Zsombor János (1917–1984) fordította.
1922-ben T. Aturov újrahangszerelte a dalt a Vörös Hadsereg számára. T. Aturov zenéjére több szövegváltozat is készült, ez a szovjet daloknál megszokott volt, ám a legismertebb mégis a Szergej Jakovlevics Alimov (1892–1948) által írt „Po dolinam i po vzgorjam” azaz „Völgyvidéken és hegygerincen át” kezdetű szöveg lett.
A dalnak ez a Magyarországon a szocializmus idején kötelező iskolai tananyaggá tett változata az orosz polgárháború távol-keleti frontján harcoló partizáncsapatoknak állít emléket, akik a vörösök oldalán a cári (fehér) kozák csapatokat megfutamították.

## Magyar szöveg
Völgyvidéken és hegygerincen át
Tör előre a hadsereg,
A fehérek partvidékét 
Hogy csatában nyerje meg.

Vörös zászló leng, lengeti a szél
Csataharc bíbor hajnalán,
Ment a hős brigádok élen
Sok amuri partizán.

Dicsőségünk nem múlik el soha,
Évek múltán sem halovány,
Mert a várost elfoglalta
Sok ezernyi partizán.

Verve fut már sok kozák katamán,
Szana-széjjel, ki merre lát,
És a Csendes-Óceánnál
Véget értek a csaták.

## Orosz eredeti
По долинам и по взгорьям 

Шла дивизия вперëд, 

Чтобы с бою взять Приморье –

Белой армии оплот.
Наливалися знамëна

Кумачом последних ран,

Шли лихие эскадроны 

Приамурских партизан.
Этих лет не смолкнет слава,

Не померкнет никогда, 

Партизанские отряды 

Занимали города.
И останутся как в сказке, 

Как манящие огни, 

Штурмовые ночи Спасска, 

Волочаевские дни.
Разгромили атаманов, 

Разогнали воевод, 

И на Тихом океане

Свой закончили поход.

## Felvételek
- Amuri partizánok dala. Magyar Néphadsereg Művészegyüttesének Férfikara, vezényel Kis István  YouTube (1964. január 15.)  (Hozzáférés: 2017. április 14.) (audió)
- Partisan Song, Red army Alexandrov ensemble, Ансамбль Александрова 80 year. YouTube (2009. november 3.)  (Hozzáférés: 2017. április 14.) (videó)
- Az eredeti induló. YouTube